# Constantina (filha de Constantino)

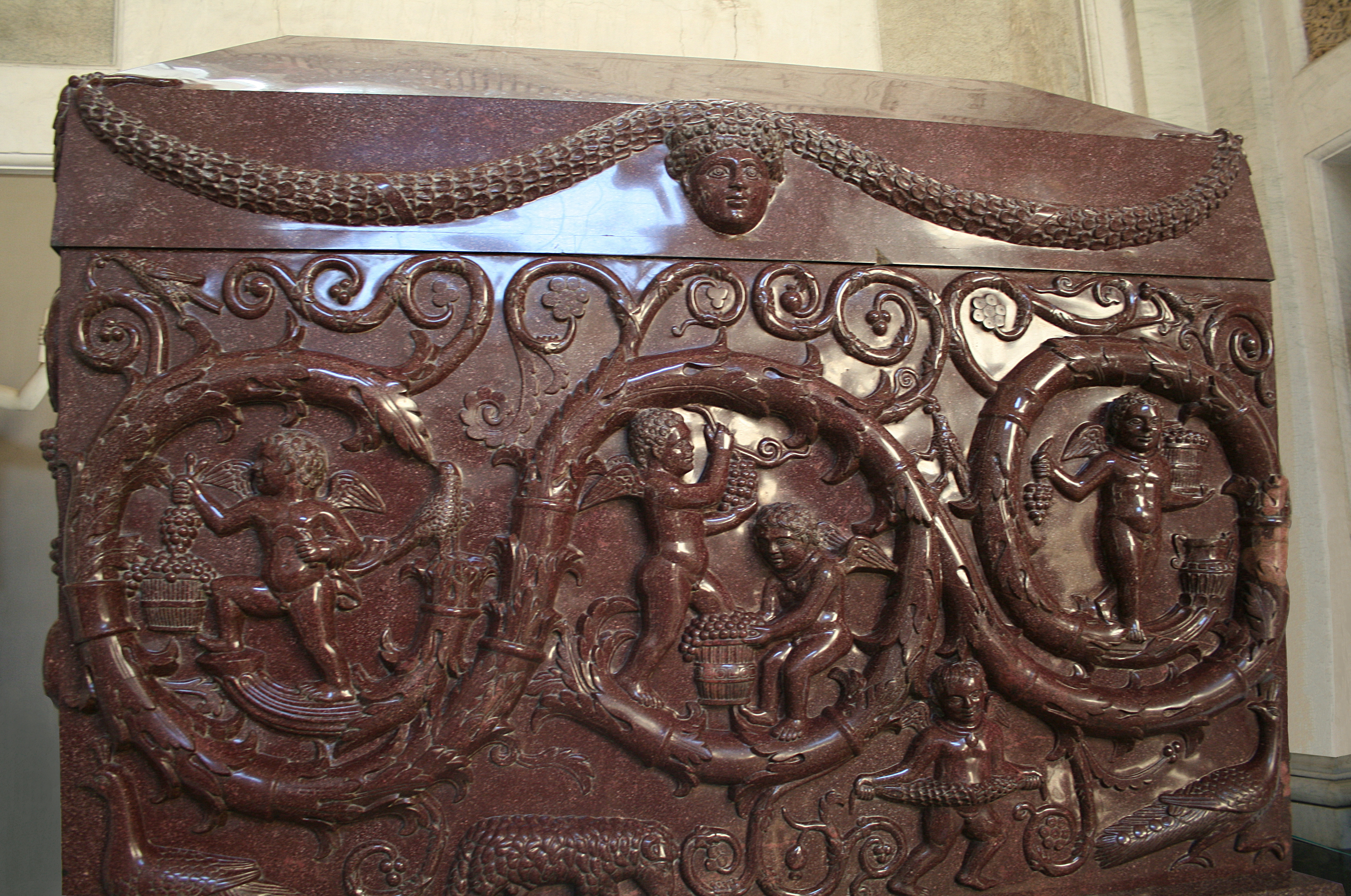
Sarcófago de Constantina

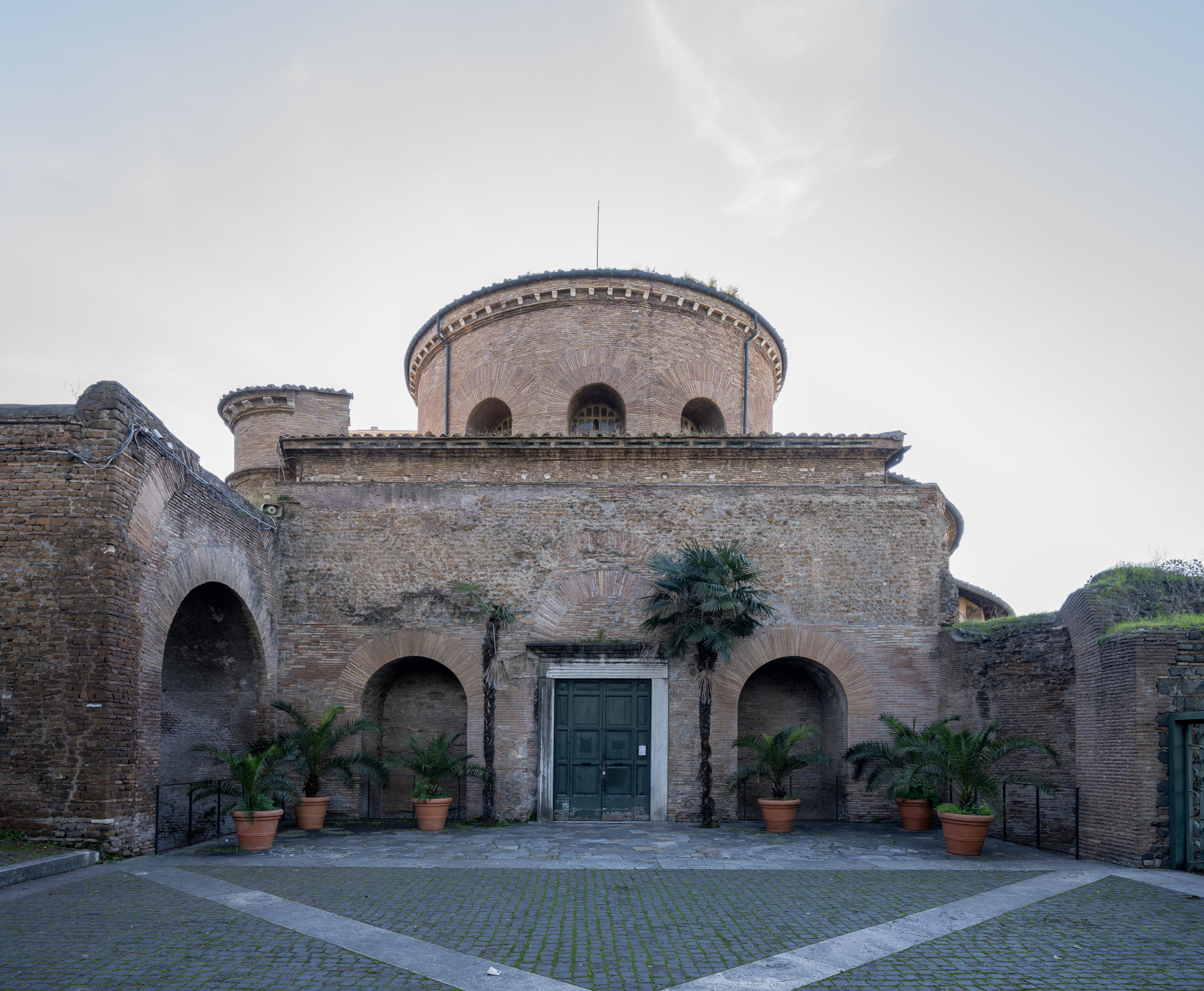
Igreja de Santa Costanza

Constantina (325 — 354), mais tarde conhecida como Santa Constantina ou Santa Constança, foi a filha mais velha do imperador romano Constantino e de sua segunda esposa Fausta, filha do imperador Maximiano. Recebeu o título de Augusta por seu pai, e é venerada como uma santa, tendo desenvolvido uma lenda medieval em desacordo com o que é conhecido da personagem real.

## Biografia
Em 335 Constantina casou-se com seu primo Hanibaliano, filho de Dalmácio, o Censor, quem Constantino tinha feito "Rei dos Reis e Senhor das Tribos Pônticas". Após a morte do imperador Constantino, grandes expurgos ocorreram na família imperial e seu marido foi executado em 337.
Pela segunda vez, Constâncio II dá a mão de Constantina a um de seus primos, Galo. Galo foi feito um césar do Oriente e seu nome mudou para Constâncio Galo para promover sua legitimidade cerca de 349/350, que também presumivelmente foi o momento de seu casamento. Neste segundo casamento Constantina gerou Anastácia, cujo nome completo e destino são desconhecidos.
Constantina e Constâncio Galo foram então enviados de Roma para Antioquia, na Síria, para governar aquela parte do Império Romano do Oriente. Ela não voltaria a Roma até sua morte. Em 354, quando Constância chamou por Galo, o césar enviou Constantina a seu irmão com objetivo de atenuar sua posição em consideração a Constâncio. Enquanto estava a caminho para encontrar Constâncio II, ela morreu em Cenos Galicanos (Caeni Gallicani) na Bitínia (Anatólia). A causa de sua morte foi uma súbita febre alta de causa desconhecida. Seu corpo foi enviado para Roma e enterrado perto da Via Nomentana em um mausoléu que seu pai, o imperador Constantino, tinha começado a construir para ela. Este mausoléu mais tarde se tornaria conhecido como Igreja de Santa Costanza, momento que Constantina era venerada como santa. Seu sarcófago de pórfiro está em exposição no Museu do Vaticano.

## Poder político e influência
Após se casar com Hanibaliano, seu pai a fez augusta, mas foi principalmente um título honorário. Depois que seu marido foi executado em 337, Constantina desapareceu do registro imperial até 350, isto é, quando Magnêncio revoltou-se contra seu irmão, Constâncio II, o que causou grande agitação política. Isso a levou a se envolver diretamente na revolta política. Ela exerceu seu poder político pedindo a Vetrânio para desafiar Magnêncio, assim, na esperança de proteger seus próprios interesses políticos e preservar seu poder.
Não só Constantina exercitou o poder político por conta própria como, inerentemente, por ser um membro feminino da família imperial romana, foi uma ferramenta política. Como viúva, ela poderia ser oferecida em casamento para garantir a aliança política. Isso aconteceu duas vezes. Em 350, a fim de tentar um acordo pacífico por casamento, Magnêncio ofereceu-se para casar com Constantina e ter Constâncio II casado com sua filha; Constâncio II recusou a oferta. Pouco depois, em 351, Constâncio II usou Constantina para um propósito político diferente e deu-a em casamento a Constâncio Galo, que foi feito césar no Império Romano do Oriente, e eles mudaram-se para Antioquia.
A Paixão de Artêmio (12) alega que o casamento foi feito para garantir a lealdade de Galo mas pode ter tido pelo menos a ver com Constantina, que, além de ter poder conhecido como filha de Constantino e esposa de Hanibaliano, tinha solicitado a oposição de Vetrânio para Magnêncio, e cuja mão havia sido solicitada para Constâncio por embaixadores de Magnêncio. O casamento, além de beneficiar Constâncio, livrou-a de uma situação perigosa no império romano e colocou-a em uma posição da qual pode controlar o césar mais jovem e inexperiente. Por outro lado, é possível que Constâncio tenha visto o casamento como uma forma de remover sua intrusiva - talvez traidora - irmã do volátil oeste. Se a menção na Paixão de Artêmio (11) de cartas de Constantina para seu irmão preserva uma tradição genuína, é possível até mesmo que Constantina tenha iniciado a proposta de casamento com Galo.
Galo governou o Oriente a partir da Antioquia, e seu propósito era manter sob controle a ameaça sassânida. Galo, no entanto, alienou-se do apoio de seus súditos com seu governo arbitrário e impiedoso. Constantina apoiou seu marido. É em Antioquia que Constantina parecia tornar-se politicamente ativa na forma típica das mulheres imperiais romanas. De acordo com Amiano Marcelino, ela foi sinistra e cruel, em grande parte operando escondida da vista do público, mas ainda poderosamente controlando. Ele sugere que ela chamou assassinos para muitas pessoas, "Galo [...] tinha apenas força suficiente para responder que a maioria deles tinha sido massacrado por insistência de sua esposa Constantina". Enquanto isto não pode ser provado, ele dá a sua personagem a percepção de cruel e violenta.
Quando, após receber as reclamações dos antioquianos, Constâncio II convocou tanto Galo como Constantina, mas de acordo com Amiano, Constantina tentou ir primeiro sozinha na esperança de que seus laços familiares ajudariam a aliviar as tensões, "ela partiu na esperança de que como ele era seu irmão ela seria capaz de suavizá-lo". Em sua última tentativa de usar seu poder político, Constantina tentou reunir-se com seu irmão para tentar acalmá-lo em seu conflito com seu marido Constâncio Galo.

## Avaliação de caráter

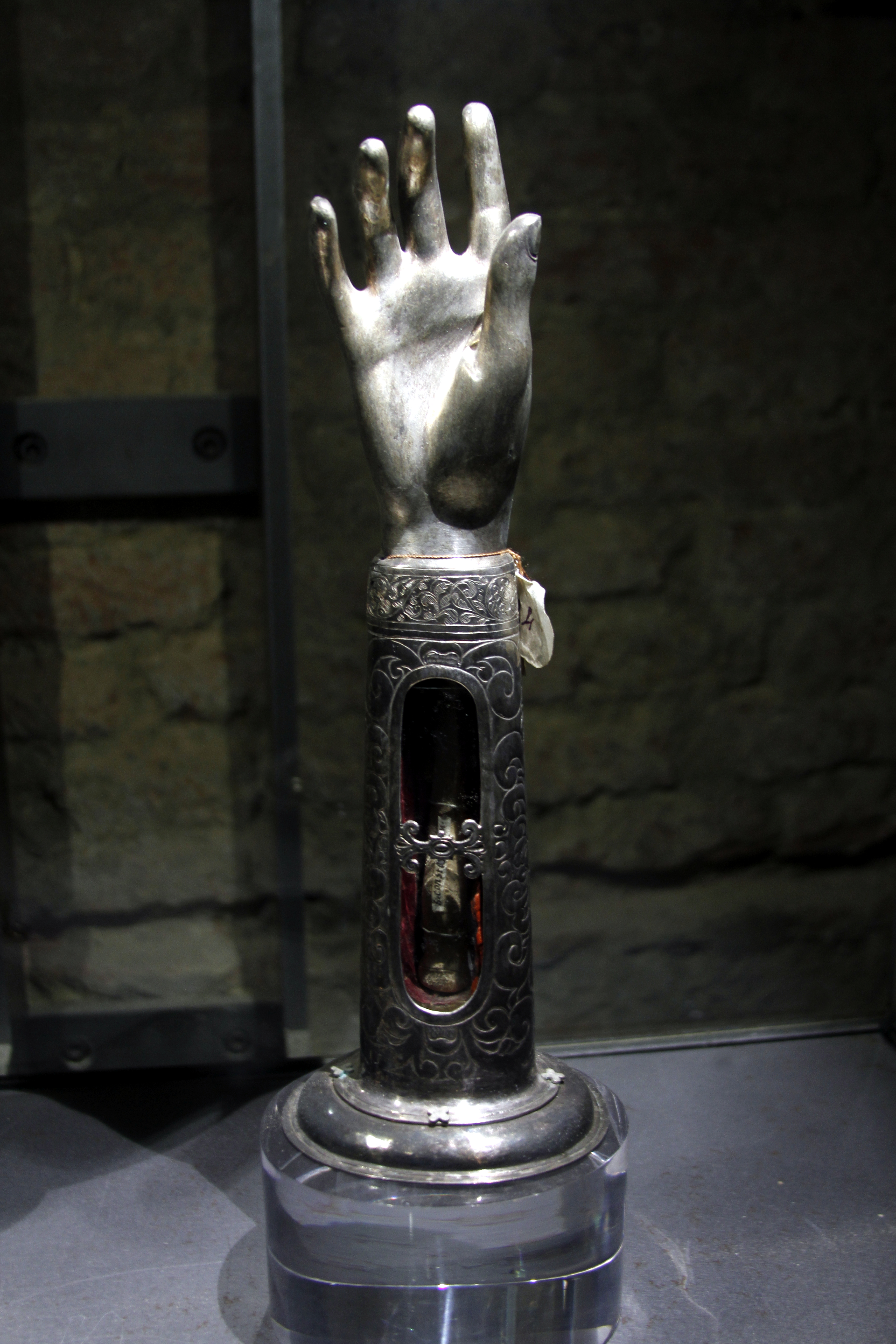
Relicário do braço de Santa Constantina em Santa Maria della Scalla, em Siena

Edward Gibbon comparou Constantina a uma das fúrias internas atormentadas com uma sede insaciável de sangue humano. O historiador disso que ela encorajou a natureza violenta de Galo, em vez de convencê-lo a mostrar razão e compaixão. Gibbon afirma que sua vaidade foi acentuada, enquanto as qualidades suaves de uma mulher estava ausentes em sua maquiagem. Ela teria aceitado um colar de pérolas em troca de consentimento para a execução de um nobre digno.
De acordo com Amiano Marcelino, Constantina parecia ser extremamente cruel e violenta. Ele retratou-a como incrivelmente cheia de orgulho e perturbadoramente violenta "seu orgulho estava inchado além da medida; ela foi uma Fúria em forma mortal, incessantemente adicionando combustível a raiva de seu marido, e como sede de sangue humano, como ele".

## Lenda medieval
Na Idade Média, Constantina desenvolveu uma lenda, relacionada com a vida de Santa Inês; as origens desta não são claras, embora ela certamente foi enterrada em um mausoléu, Santa Costanza, ligada à grande basílica constantiniana sobre a catacumba onde se acredita estar enterrada Inês. O mausoléu sobrevive em grande parte intacto, mas agora só algumas partes do muro da basílica sobrevivem. Na versão contada pela Legenda Áurea ela pegou lepra e foi, então, milagrosamente curada ao orar no túmulo de Inês na Basílica de Santa Inês fora dos Muros. Constantina fez um voto de castidade, converteu seu noivo Galicano e, eventualmente, deixou sua fortuna para seus servos, João e Paulo para eles gastares em obras cristãs. A história, com elaborações consideráveis, sobrevive em várias formas literárias, e como um figura na vida de Santa Inês, Constantina aparece no final na Taça de Ouro Real no Museu Britânico.